# Museo Regional Americanista

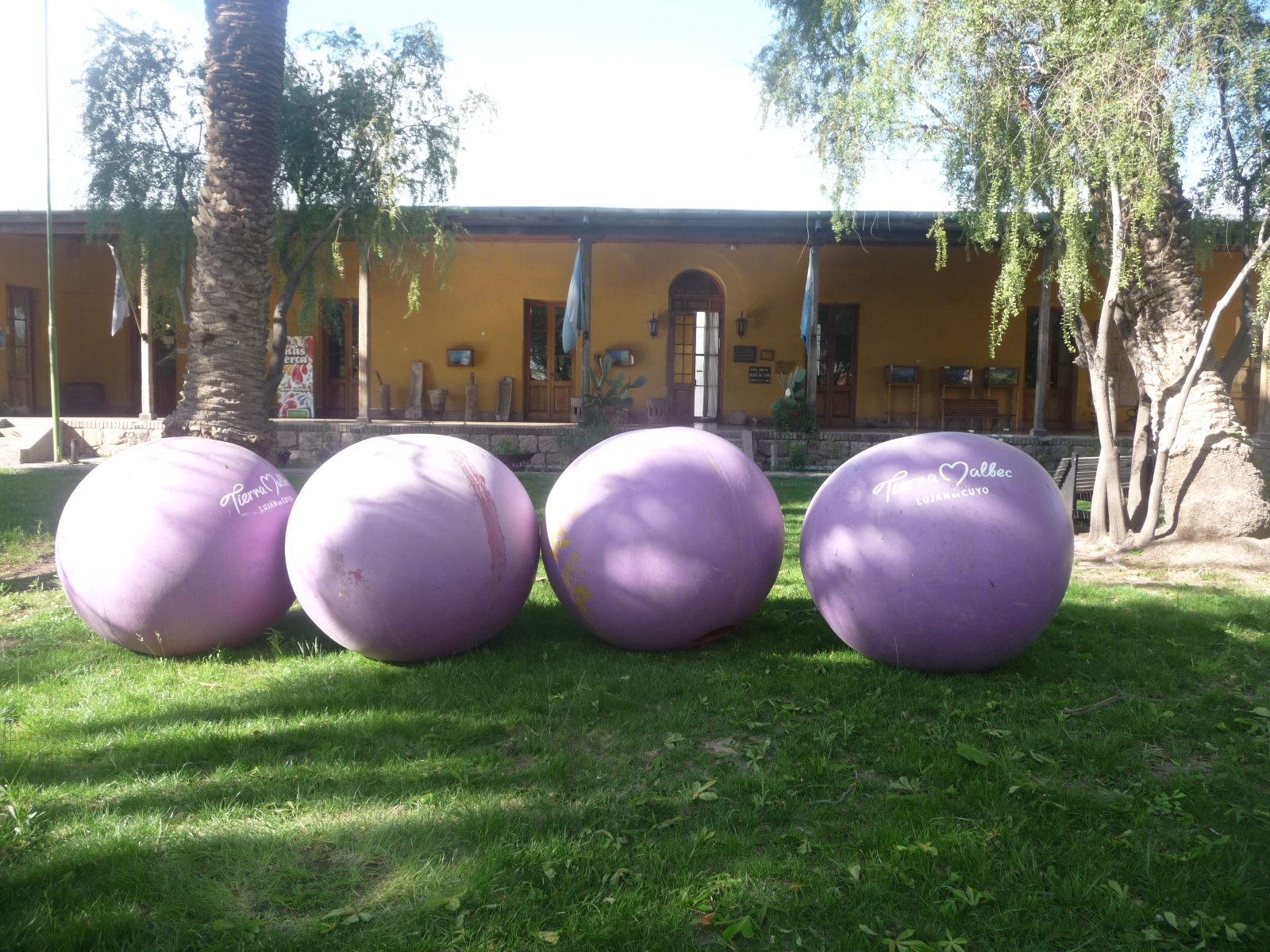
Vista de frente del museo

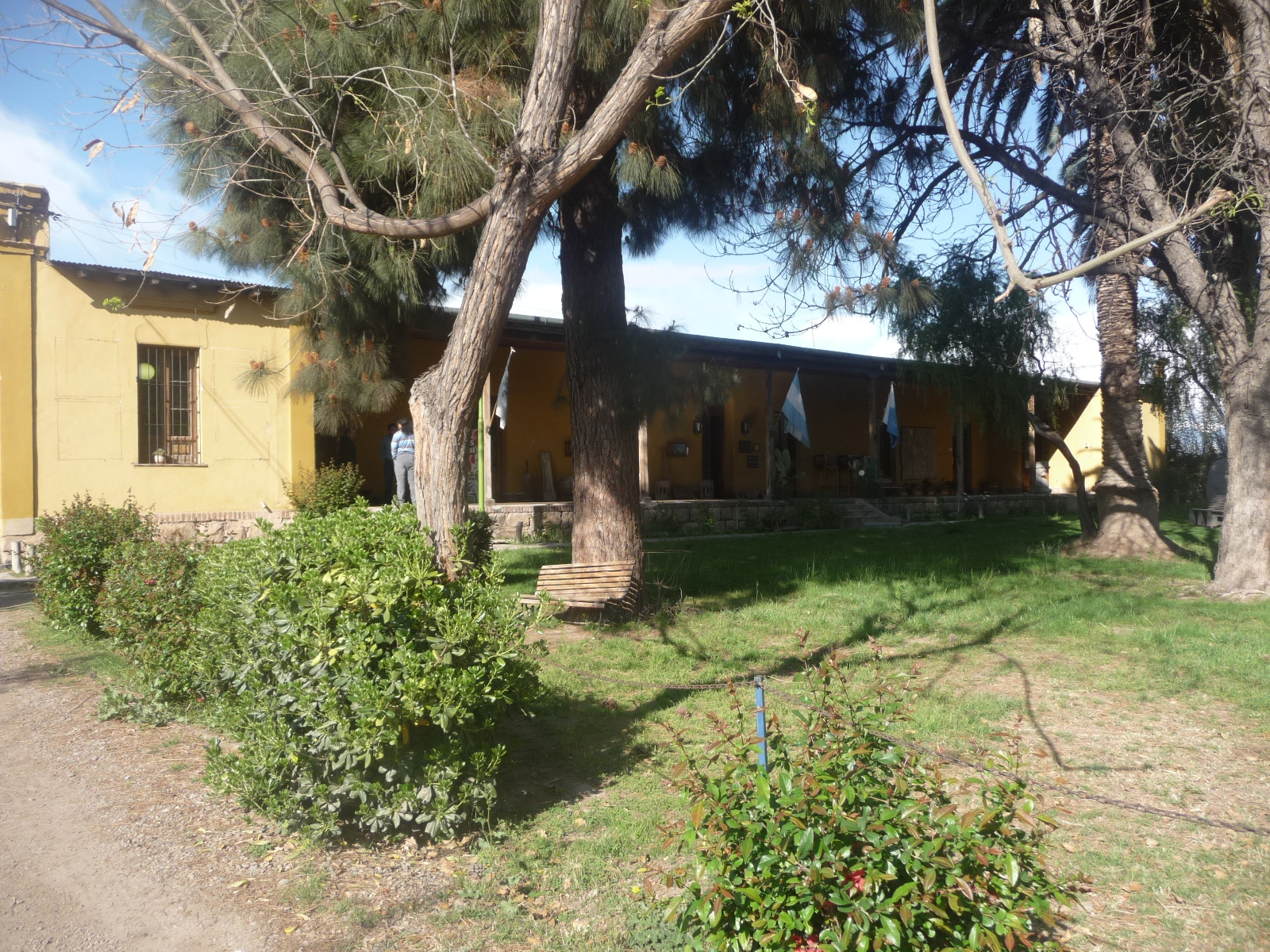
La casa fue construida por Ángel Furlotti en 1908

El Museo Regional Americanista, se encuentra ubicado en la calle Sáenz Peña N° 1000, del departamento de Lujan de Cuyo, Provincia de Mendoza, República Argentina. El decreto N° 1984/13 declara de interés cultural del departamento de Luján de Cuyo, a la muestra entomológica de entomofauna autóctona, del entomólogo forense Sr. Adrián Daparo.

## Historia
En 1908 fue construida esta casa por Ángel Furlotti. Era una finca de 60 hectáreas, donde se abrieron las puertas para distintas familias.
Ángel Furlotti se inició en la vitivinicultura alquilando 25 hectáreas en Luján de Cuyo, poco tiempo después pudo comprar varias parcelas, más tarde logró construir el casco de la finca que fue bautizada como La Casona de Santa Rosa.

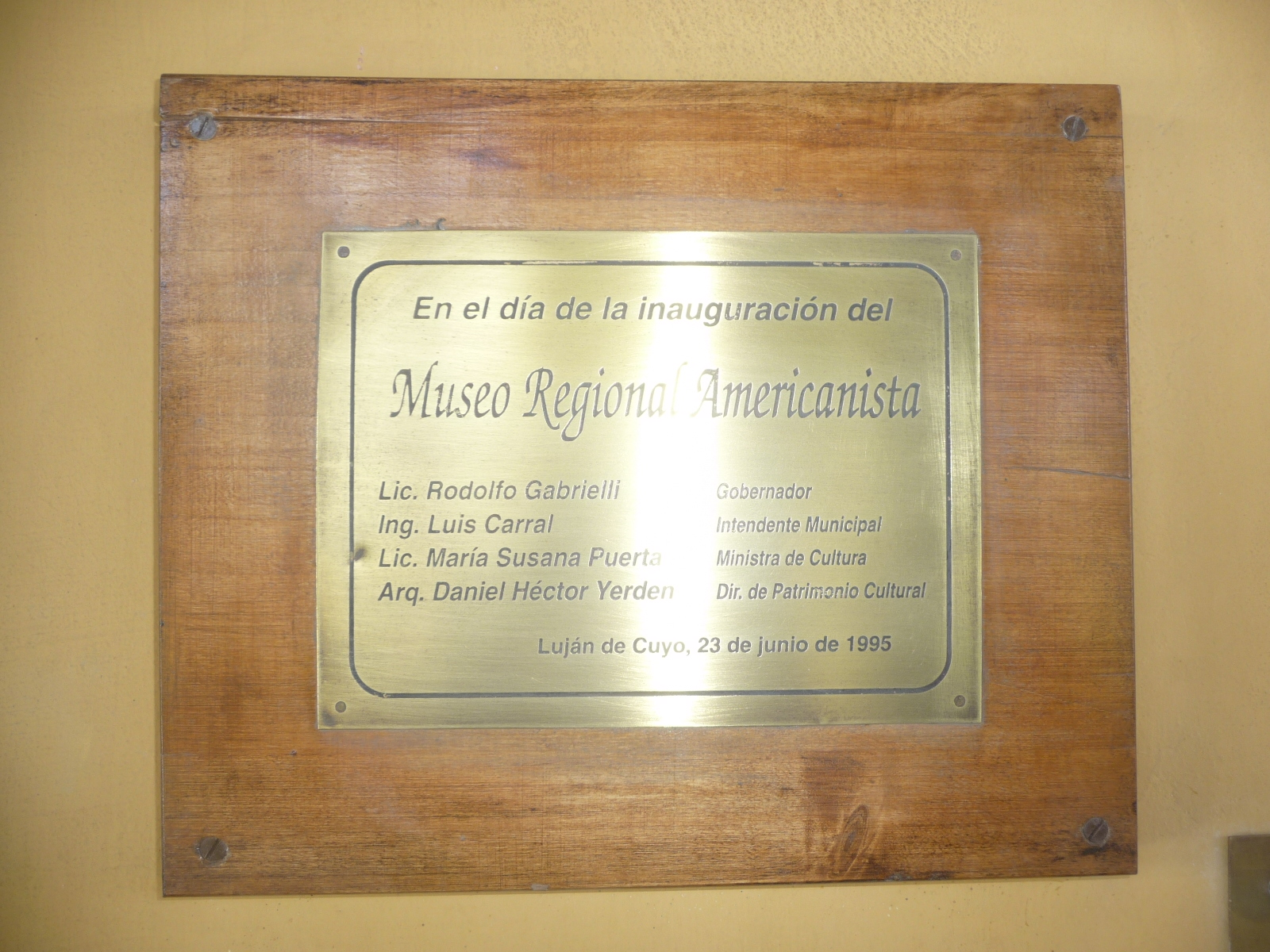

## Estructura
El señor Furlotti levantó la típica casa criolla, donde se conectan las habitaciones con el patio, combinó este estilo con elementos europeos. Las habitaciones, actualmente oficinas, han resistido temblores y terremotos de este siglo. A pesar de todo, la Casona se mantiene en perfecto estado, con paredes de 80 centímetros de espesor, construida con 4 hileras de ladrillos trabados. Posee un basamento de piedra cantada de grandes dimensiones, las cuales constituyen los cimientos. En el sótano se puede observar el tamaño de las piedras y la profundidad de la base que sostiene la estructura.
Este museo cuenta con cinco salas que presentan las siguientes temáticas:
- Sala 1: poblamiento de América y culturas precolombinas.
- Sala 2: contacto hispano-hindígena
- Sala 3: campañas del siglo XIX
- Sala 4: la inmigración durante el siglo XIX y el siglo XX

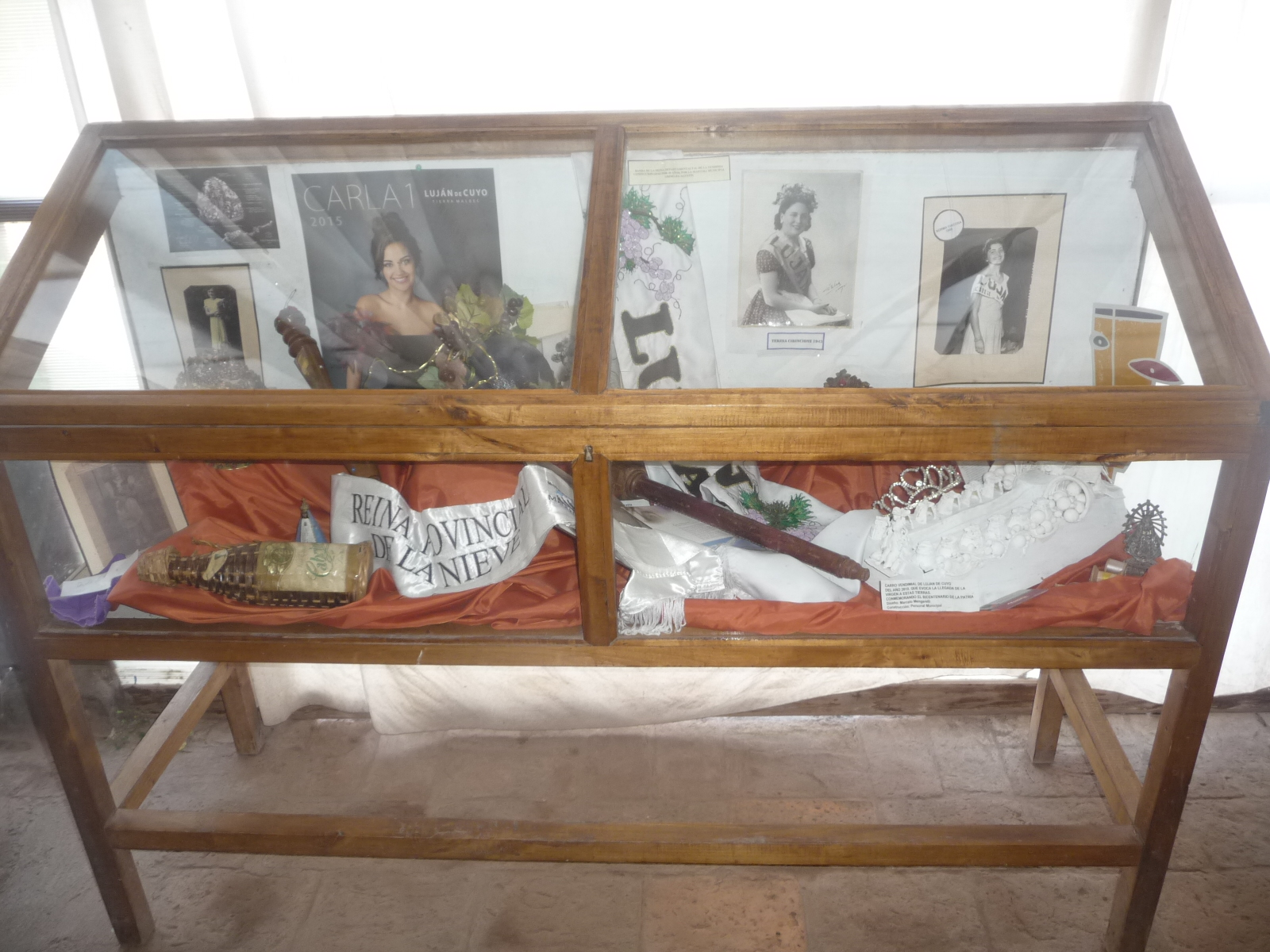

- Sala 5: la vitivinicultura

## Actividades que ofrece el museo
Dentro de las actividades del museo, se destacan las visitas guiadas a escuelas primarias y secundarias de nuestra provincia, así como el turismo local, nacional e internacional. Este museo realiza también talleres patrimoniales a los distintos centros educativos. Además participa en el acondicionamiento de los materiales arqueológicos que se encuentran en la delegación de Potrerillos y que se encuentra bajo la custodia de la biblioteca Armando Tejada Gómez.
El museo ha sido utilizado en varias ocasiones para promocionar eventos. También se realizó un trabajo de búsqueda y digitalización de nuestras Reinas departamentales, con el fin de crear en las instalaciones de nuestro museo la Sala de las Reinas Vendimiales.

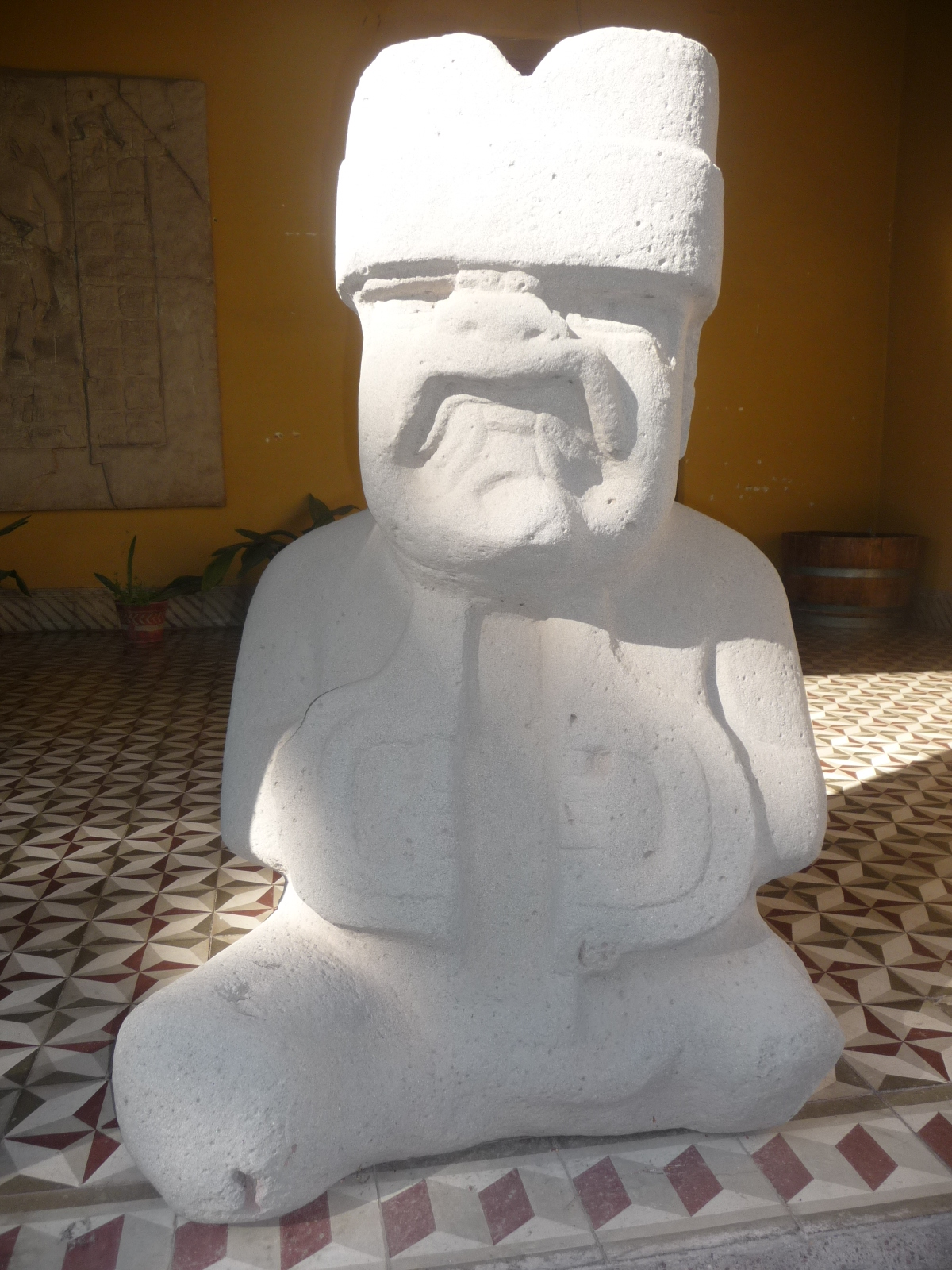